# 鲁本·米德
魯本·西奧多·米德（英語：Reuben Theodore Meade，1954年3月7日—）是现任蒙特塞拉特总理，曾在1991年至1996年和2009年至2010年期間擔任蒙特塞拉特首席部長，在2010年至2014年期間以及自2024年起擔任蒙特塞拉特總理。他曾是爭取變革和繁榮運動的成員，亦曾領導現已解散的國家進步黨。2024年，他創立新政黨联合联盟，並帶領政黨在當年的大選獲勝，回任總理。